# Элиситор

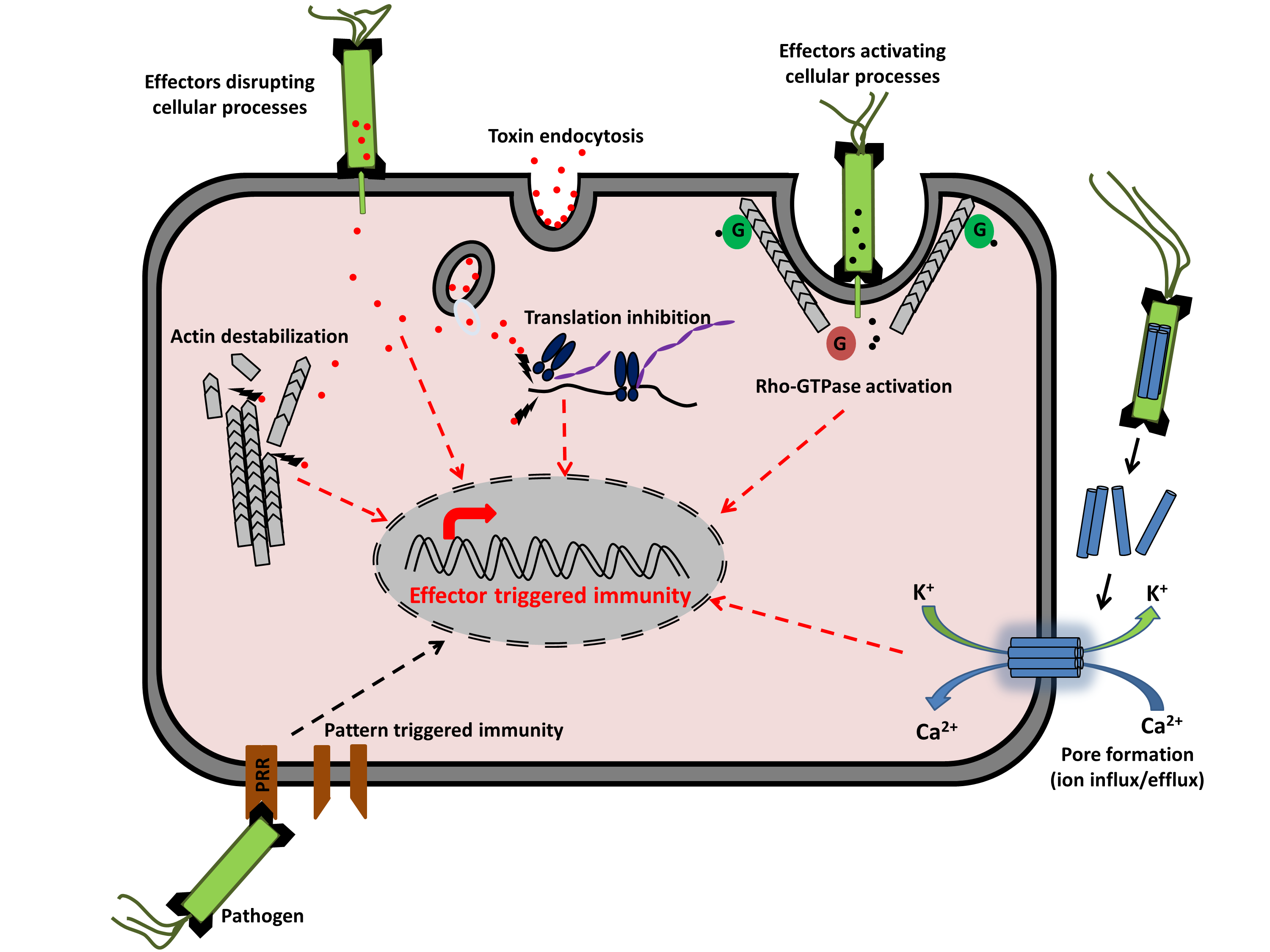
Элиситоры

Элиситоры в биологии растений — несвойственные для растения молекулы, часто связанные с вредителями, патогенами или синергетическими организмами. Элиситоры могут взаимодействовать со специальными белками-рецепторами, расположенными на мембране растительных клеток. Эти рецепторы способны распознавать молекулярную структуру элиситоров (паттерн) и запускать внутриклеточную защитную реакцию через октадеканоидный сигнальный каскад. Такая реакция приводит к усиленному синтезу метаболитов, которые уменьшают повреждения и повышают устойчивость к вредителям, патогенам или абиотическому стрессу. Подобный иммунный ответ, индуцируемый молекулярными структурами (паттернами), ассоциированными с патогеном обозначается в англоязычной литературе как PTI (pattern triggerd immunity). PTI эффективен против некротрофов.
Примером элиситора является хитозан, который встречается в панцирях ракообразных, насекомых и грибов. Хитозан используется в сельском хозяйстве в качестве естественного средства, стимулирующего иммунный ответ растений, и повышающий урожайность сельскохозяйственных культур.

## Отличия от эффекторов и фитогормонов
C элиситорами часто путают другие сигнальные молекулы (эффекторы, фитогормоны). Элиситоры и эффекторы отличаются от гормонов тем, что они не образуются в организме, в котором они вызывают ответную реакцию. В нормальных условиях элиситоры отсутствуют в организме растения и попадают в него извне.

### Фитогормоны
Фитогормоны являются сигнальными молекулами, образующимися в растении (эндогенно). Гормоны регулируют клеточные процессы в целевых клетках локально и могут быть перемещены в другие части растения. Примерами фитогормонов могут служить — ауксины, цитокинины, гиббереллины, этилен, абсцизовая кислота, салициловая кислота и жасмонаты. Гормоны образуются, как правило, в очень низких количествах, а их концентрация тонко регулируется.
Действуют фитогормоны как регуляторы или модуляторы роста и развития растений. Модуляторы — это молекулы, которые «связываются с целевым белком, обычно, ферментом, и изменяют его активность, увеличивая ее или уменьшая». Примером является салициловая кислота, которая является модулятором различных изоформ каталазы. Другой пример это жасмонаты, которые регулируют активность фенилаланин-аммоний-лиазы.

### Эффекторы
Эффекторы представляют собой секретируемые белки патогена, которые могут или спровоцировать, или подавить иммунный ответ. Действие эффекторов зависит от способности растения распознать эффектор (наличие рецепторов у растения, комплементарных эффектору). А также возможность иммунного ответа определяется наличием всех необходимых компонентов, принимающих участие в данной защитной реакции. Эффектор может быть внеклеточным или вводиться непосредственно в клетки.
Микроорганизмы способны вводить эффекторы непосредственно в клетки-хозяева чтобы обойти иммунной ответ растений. Это подавляет защитную систему растения и называется эффектор-индуцируемой восприимчивостью (ETS). Оставшийся иммунитет называется базовым (неспецифическим) и может ограничить распространение вирулентных патогенов в хозяевах, но этого, как правило, недостаточно, чтобы предотвратить болезнь.
В ответ на эту угрозу, растения выработали цитоплазматические белковые рецепторы, узнающие эффекторы, и инициирующие эффектор-индуцируемый иммунитет (ETI). Это сильный иммунный ответ, который эффективно защищает растения от авирулентных биотрофных патогенов и часто ассоциирован с реакцией сверхчувствительности (HR), формой запрограммированной гибели клеток растений при заражении.

## Защита урожая и коммерциализация элиситоров
Элиситоры могут защитить посевы от болезней, стресса и повреждений. Элиситоры не обязаны быть токсичными для патогенных организмов или вредителей, чтобы быть полезными. Таким образом, они являются альтернативой обычным препаратам, которые часто вредны для окружающей среды, фермеров и потребителей, и из-за чего потребители все чаще ищут более безопасные альтернативы.